# Chitila
Chitila – miasto w Rumunii; w okręgu Ilfov. Liczy 12 786 mieszkańców (2009).